# Relaciones España-Yibuti
Las relaciones España-Yibuti son las relaciones internacionales entre estos dos países. Yibuti no tiene embajada en España pero su embajada en París está acreditada para este país. España tampoco tiene embajada en Yibuti, pero su embajada en Adís Abeba, Etiopía está acreditada para este país.

## Relaciones políticas
Las relaciones políticas entre Yibuti y España han sido tradicionalmente escasas aunque cordiales. España no tiene una Embajada residente en Yibuti. Las elaciones diplomáticas se canalizan a través de la Embajada en Addis Abeba (Etiopía). En el caso de Yibuti, es su Embajada en París la acreditada ante nuestro país.
Dentro de estas limitaciones, España ha tratado de ser siempre receptiva a las peticiones de ayuda y formación. Asimismo se ha sido receptivo, siempre que ha sido posible hacerlo en un marco multilateral, a las solicitudes de condonación o canje de deuda formuladas por las autoridades de Yibuti. Por otro lado, la colaboración de las autoridades de Yibuti ha sido muy valiosa para garantizar el éxito de la misión que realizan las Fuerzas Armadas españolas en el contexto de la lucha internacional contra la piratería en el Océano Índico. En este contexto, actualmente se encuentran estacionados en Yibuti más de medio centenar de militares españoles –Destacamento “Orión”- en el marco de las operaciones de control y combate contra la piratería en Somalia sobre la base de la Resolución 1816 del CSNU. Además, uno o dos buques de nuestra Armada –según el periodo del año- participan permanentemente en las operaciones navales, proporcionando escolta a los buques del Programa Mundial de Alimentos que se encargan de distribuir comida en los principales puertos de Somalia. Las autoridades de Yibuti han cooperado en todo momento para facilitar las labores de vigilancia aérea y de avituallamiento y suministro de los buques.

## Relaciones económicas
Las relaciones comerciales entre España y Yibuti son poco significativas, aunque las empresas españolas comienzan a encontrar un hueco de oportunidad,
fundamentalmente en el ámbito de las energías renovables o de las licitaciones de las Instituciones Financieras Multilaterales. Nuestro comercio bilateral representa menos del 0,1% de nuestras exportaciones e importaciones totales. En general, las cifras del comercio bilateral hispano-yibutí han sido favorables a España, con altas tasas de cobertura, pero tanto el comercio bilateral total como sus componentes han mostrado unos comportamientos bastante erráticos.
En 2012, España exportó a Yibuti por valor de 7,39 millones de dólares e importó por valor de 510.000 dólares, lo que arroja un saldo positivo de 6,88 millones de dólares y una tasa de cobertura del 1.449%. Existe no obstante un potencial importante para la inversión de las empresas españolas en el ámbito de las energías renovables, ya que el país se ha comprometido a la utilización del 100% de energías renovables para el año 2020. España ha sido sensible a las propuestas de Yibuti de cancelación de la deuda bilateral y su posible conversión en un programa de desarrollo. En este sentido, España ha apoyado la conclusión de acuerdos de reestructuración y condonación de deuda de Yibuti en el seno del Club de París.

## Cooperación
La cooperación española con Yibuti es muy reducida, ya que ese país no ha estado jamás incluido en un Plan Director como país de cooperación. En el año 2011, la AECID destinó un total de 500.000 euros que fueron gestionados a través de Cruz Roja y UNICEF.
El contingente español del destacamento Orión ha realizado tres entregas de ayuda humanitaria en 2014 y una en 2015, dirigidas a diversas ONG locales.